# Dimitris Theofanis
Dimitris Theofanis (en griego: Δημήτρης Θεοφάνης; Nafpaktos, 31 de mayo de 1933-Atenas, 3 de agosto de 2024) fue un futbolista y entrenador de fútbol griego que jugó en la posición de delantero centro.

## Carrera

### Club
| Periodo   | Club             |
| --------- | ---------------- |
| 1954–1956 | Athinaikos FC    |
| 1956–1966 | Panathinaikos FC |

### Selección nacional
Jugó para Grecia en cuatro ocasiones de 1958 a 1962.

### Entrenador
| Periodo   | Club                |
| --------- | ------------------- |
| 1994–1997 | Doxa Vyronas FC     |
| 1998–1999 | Panegialios FC      |
| 2000–2001 | Ethnikos Piraeus FC |

## Muerte
Theofanis murió el 3 de agosto de 2024 de un ataque cardiaco en Atenas a los 91 años.

## Logros
- Alpha Ethniki (5): 1959–60, 1960–61, 1961–62, 1963–64, 1964–65